# Tinodes portolafia
Tinodes portolafia là một loài Trichoptera trong họ Psychomyiidae. Chúng phân bố ở miền Cổ bắc.